# Ханс-Егіль Хауге
Ханс-Е́гіль Ха́уге (норв. Hans-Egil Hauge; *28 січня 1920, Крістіансанн, Норвегія — 22 березня 1981, Леренскуг, там же) — норвезький антрополог і фольклорист, відомий, перш за все дослідженнями низки нілотських народів Кенії, зокрема луо на межі 1960-70 років.

## З життєпису
Народився на півдні Норвегії.
Викладав у Єстрікландській народній вищій школі у Сторвіку (Швеція), коли в 1962 році зацікавився культурою і традиціями народу луо завдяки учню цієї школи, луо за національністю Джону О. Кіденді (John O. Kidenda)., який став його інформантом, а згодом перекладачем і помічником.  
Відтак, вивчивши досконально літературу з предмету, Хауге здійснив декілька наукових відряджень до Кенії — в липні 1968 року, і у період від липня 1969 до липня 1972 року з метою дослідження і вивчення народу луо. 
Результатом дослідницької діяльності Г.-Е. Хауге стала низка опублікованих наукових праць.
Дослідник помер у Леренскугу в березні 1981 року.

## З доробку
Ханс-Егіль Хауге відомий як дослідник скандинавських традицій, зокрема пов'язаних з міфологією на народною медициною.
Безперечним досягненням Ханса-Егіля Хауге стали здійснення і оприлюднення його польових досліджень і записів фольклору луо, масаїв, іраку і туркана, а також його наукові інтерпретації з приводу духовної культури зазначених народів.
Вибрана бібліографія
- Smältgummor, trollgubbar och andra kloka. Westlund & Söner, 1964 - 133 s.
- Levande begravd eller bränd i nordisk folkmedicin: en studie i offer och magi. Almqvist & Wiksell, 1965 - 165 s.
- Luo Religion and Folklore. Univ.-Forl., 1974 - 150 s.
- Turkana religion and folklore. Universitet Stockholms, 1986 - 73 s.